# ويليام روي برانش
ويليام روي برانش (بالإنجليزية: William Roy Branch)‏ هو عالم زواحف جنوب أفريقي، ولد في 12 مايو 1946، وتوفي في 14 أكتوبر 2018.